# Paratetilla lipotriaena
Paratetilla lipotriaena är en svampdjursart som beskrevs av de Laubenfels 1954. Paratetilla lipotriaena ingår i släktet Paratetilla och familjen Tetillidae.
Artens utbredningsområde är havet kring Mikronesien. Inga underarter finns listade i Catalogue of Life.